# Vajay Erzsi
Vajay Erzsi névváltozatai: Vayay Erzsi, Vajai Erzsi, Vajai Erzsébet, születési neve: Vajay Erzsébet (Majszin, 1917. július 20. – Páty, 2012. április 8.) magyar színésznő.

## Életpályája
1917. július 20-án született az akkor Magyarországhoz tartozó Majszinban. Tanítóképző főiskolát végzett, majd Pünkösti Andornál tanult. Színészi pályáját a Madách Színházban kezdte. 1944-ben a Nemzeti Színház szerződtette. 1945 után Győrben, a Miskolci Nemzeti Színházban és a Szegedi Nemzeti Színházban játszott. 1950-től  ismét a Nemzeti Színház tagja volt. 1955-től a Egerben volt színésznő, 1958-tól az Állami Déryné Színház tagja volt. 1965-től 1969-ig a győri Kisfaludy Színházban szerepelt. Kezdetben naiva szerepeket osztottak rá, később erőteljes humorú karaktereket alakított.

## Színházi szerepeiből
- Heltai Jenő: A néma levente... Zilia
- Henrik Ibsen: Peer Gynt... Solvejg
- George Bernard Shaw: Pygmalion... Higginsné
- Friedrich Schiller: Ármány és szerelem... Lady Milford
- Bertolt Brecht: Koldusopera... Peackockné
- Harriet Beecher Stowe: Tamás bátya kunyhója... Mrs. Shelby
- Alekszandr Nyikolajevics Osztrovszkij: Karrier... Turuszina
- Euripidész: Trójai nők... Athena
- Vratislav Blažek(wd): Karácsonyi vőlegény... Nagymama
- Dunai Ferenc: A nadrág... Soltészné
- Felkai Ferenc: Boszorkányok pedig nincsenek... Szőke Zsuzsa, füvesasszony
- Háy Gyula: Az élet hídja... Sári
- Halász Rudolf: Csao, bambina (Szamárlétra)... Mita, Pasciutti felesége
- Kertész Imre: Csacsifogat... Mama
- Király Dezső: Az igazi... Vágóné
- Vészi Endre: Kettévált mennyezet... Manyika
- Selmeczi Elek: Örvény... Annie
- Rudolf Trinner: Nem angyal a feleségem... Heléna

## Filmszerepek
- A készülék nem működik (rövidfilm; Vajai Erzsébet néven) (1964)
- Áprilisi riadó (1962)

## Szinkronszerepek

### Filmes szinkronszerepei[2]
| Cím        | A film elkészülte | Magyar változat (szinkron) | Szerep                 | A szinkronizált színész |
| ---------- | ----------------- | -------------------------- | ---------------------- | ----------------------- |
| Rebecca    | 1940              |                            | Mrs. Edythe Van Hopper | Florence Bates          |
| Seregélyek | 1988              | 1990                       | Tanárnő                | Ysanne Churchman        |

### Filmsorozatbeli szinkronszerepei[3]
| Cím                                                         | A film elkészülte | Magyar változat (szinkron) | Szerep            | A szinkronizált színész |
| ----------------------------------------------------------- | ----------------- | -------------------------- | ----------------- | ----------------------- |
| Nils Holgersson csodálatos utazása a vadludakkal (rajzfilm) | 1980–1981         | 1987-1988                  | További szereplők | N/A                     |
| Hupikék törpikék I-III. (rajzfilm)                          | 1981–1983         | 1990-1991                  | Hókuszpók anyja   | Joan Gerber             |